# Oltenița
Oltenița – miasto w południowej Rumunii, nad Dunajem, na Nizinie Wołoskiej (okręg Călărași). W 2003 liczba mieszkańców wynosiła ok. 27 tys.
W mieście rozwinął się przemysł włókienniczy oraz spożywczy